# 이광리
이광리(李廣利, ? ~ 기원전 88년)는 전한 중기의 군인으로, 중산국 사람이다. 협률도위(協律都尉) 이연년의 동생이고, 아내 한태화(韓太華)는 어사대부 한안국의 누이동생이었다. 또한 여동생 이씨가 무제의 후궁이었다. 대흉노·서역 전쟁의 대장을 여러 차례 맡았으나, 출전 중 생질 창읍애왕과 관련된 궁정 암투로 정치적인 궁지에 몰리자 조급히 공을 세우려 했다 연연산 전투에서 대패하고 흉노에 투항했으며, 먼저 흉노에 투항한 한인 위율이 질시하여 그의 모략에 빠져 인신희생되었다.

## 생애

### 대완 원정
무제 때 서역과 흉노와의 전쟁에서 여러 차례 공을 세웠다. 당시 한나라는 장건을 파견하여 서역을 세력권에 두고 있었다. 서역 국가 중 하나인 대완에는 한혈마라는 명마가 있는 것으로 알려져 있었는데, 무제가 이를 얻고자 대완의 수도 이사성(貳師城)으로 사신을 파견하였다. 하지만 대완의 왕 무과와 귀족들은 이를 무시하였다. 이에 무제가 대완을 원정하려 하니, 대완에 사신으로 간 요정한이 대완 군이 취약하여 소수 강노병으로도 정복할 수 있을 것이라 했다. 이에 애첩 이부인에게 작위를 주고 싶어서, 태초 4년(기원전 104년), 이부인의 작은오빠인 이광리에게 이사성을 무찌를 장수라 하여 이사장군(貳師將軍)이란 칭호를 붙이고 속국의 기병 6천 명과 불량배 수만 명을 파견하였다.
이광리의 첫 원정은 성공적이지 못하였다. 인근 소국들은 군량을 주지 않으니, 쳐서 함락시키면 식량을 얻었지만 함락시키지 못하면 그냥 지나갔다. 대완 변경의 욱성(郁成)에 도착했지만, 풍토병으로 인해 군사들이 죽었으며, 대완의 성은 쉽사리 깨지지 않았다. 이광리는 돈황으로 귀환했는데 남은 병사가 2할도 채 안 됐다. 이에 보급을 얻고자 복귀하려 하였으나, 무제는 크게 노하여 옥문관을 봉쇄하고 이광리를 들어오지 못하게 하였다.
이후 무제는 죄수들을 사면하고 기병과 불량배들을 더 많이 모아 만든 지원병을 보내 이광리에게 다시 한번 기회를 주었다. 이 두 번째 원정에서 이광리는 6만 명, 소 10만 두, 말 3만여 필, 나귀·노새·낙타 만 필에 달하는 더 큰 대군을 거느리고 돈황을 떠났으며, 이사성을 함락한 후 좋은 말을 선별할 집구교위 2명도 데리고 갔다. 이번에는 한나라의 대군을 보고 소국들이 군량을 내어주었고, 군량을 주지 않는 윤두(侖頭)는 함락하고 도륙했다. 이번에는 시간을 끌다가 대완의 계략을 당할까봐 욱성을 우회해 대완을 직접 공격해, 이사성으로 통하는 물길을 돌리고 포위 공격하여 외성을 함락하고 전미(煎靡)를 포로로 잡았다. 이에 대완의 귀족들이 모의해 무과를 죽이고 그 머리를 가지고 한나라 진영으로 가서 무과의 머리와 좋은 말을 주는 조건으로 화약을 청했다. 그렇지 않을 경우 말을 다 죽이고 강거와 연합해 싸우겠다고 협박했다. 당시 강거는 아직 진군하지 않고 있었는데, 이광리는 대완에 있는 중국인들이 우물을 파주고, 강거가 대완과 연합하면 이기지 못할 것을 염려해 화약을 맺고, 좋은 말 수십 필과 중하급 말 암수 3천여 필을 얻고 대완의 귀족으로 친한파인 매채(昧蔡)를 새 왕으로 세웠다. 그래서 대완의 내성에는 들어가지 못하고 원정군을 파하고 돌아왔다.
이 때 이릉이 흉노에 투항하는 일이 벌어지자 평소 이릉을 시기하던 이광리는 이릉의 구족을 멸하는 데에 가장 적극적이었는데 이릉을 변호하는 사마천을 이릉과 한 패라고 무함하여 결국 극형을 받게 한다. 사마천은 사기를 집필해야 할 의무 때문에 사형 대신 궁형을 택했다.
한편, 별군을 이끌고 욱성에 이른 교위 왕신생(王申生)과 전 홍려 호충국 등 천여 명이 욱성의 공격으로 지고 왕신생과 호충국은 전사했으며, 일부 병력만이 살아서 도망쳐 본대로 왔다. 이에 수속도위 상관걸에게 욱성을 치게 하니, 욱성의 왕이 강거로 달아났다. 상관걸은 강거까지 추격했고, 대완이 졌다는 소식을 듣자 강거에서 욱성의 왕을 상관걸에게 내어주었다. 상관걸은 욱성의 왕을 이광리에게 보냈으나, 호송병 중 조제가 욱성의 왕을 죽였고, 조제와 상관걸은 함께 이광리에게 돌아왔다.
원정 후, 해서후(海西侯)에 봉해졌다. 이후 이광리는 이사장군이라 불리게 되었다.

### 연연산 전투
대완 정벌을 마친 이광리는 이후 흉노와의 전쟁에 동원되었다. 정화 2년(기원전 91년)과 3년(기원전 90년)에 걸쳐 상곡·오원과 오원·주천군으로 쳐들어오자, 어사대부 상구성·중합후 마통과 함께 흉노 원정에 나섰다. 상구성과 마통은 각각 작은 공적을 세우고 물러났고, 자신도 7만 군사를 거느리고 나가서 흉노의 우대도위·위율의 5천 기병을 속국 기병 2천 명을 보내 격파했다.
그러나 이들을 추격해 범부인성(달란짜가디의 동북쪽에 있는 성)에 이르렀을 때, 승상 유굴리와 함께 자신의 생질 창읍왕을 태자로 세우자 했는데 유굴리가 이 전말이 드러나 요참에 처해지자 처자식도 연루돼 구금되는 등 정치적으로 위기에 처했다. 수하 관리 호아부가 돌아가지 말기를 권했고, 자신도 흉노와의 전쟁에서 공을 세워 위기를 모면하려 해, 질거수(셀렝게 강)까지 북진해 호군에게 2만 기를 거느리고 강을 건너게 했다. 이들은 흉노 좌현왕의 좌대장과 그 휘하 2만 명과 싸워 좌대장을 죽이고 많은 흉노 군사들을 죽였다. 그러나 휘하 장수들은 이 때문에 군을 험하게 부린다 해 반발해, 장사와 결휴도위 휘거후 뇌전이 상의해 이광리를 사로잡으려 모의했다. 이광리는 장사를 죽이고 후퇴해 연연산에 이르렀다.
호록고 선우는 한나라 군대가 피로하므로 5만 기를 거느리고 이광리 군의 앞을 막고 공격했는데, 10여 일을 싸웠으나 서로간에 사상자만 많았다. 그러자 흉노가 한나라 군대 앞에 깊은 구덩이를 파고 뒤에서 공격해, 한나라 군대는 크게 혼란에 빠졌고 자신은 투항했다. 이 원정에서 돌아온 이는 천 명에 한두 명에 불과했다. 태의령 수단(隨但)은 이광리에게 가족이 주멸됐다고 말해 이광리가 흉노에게 투항하게 한 죄로 체포됐으며, 이광리의 일족은 주멸됐다. 호록고는 이광리를 사위로 삼는 등 크게 예우하였다.

### 흉노의 희생제물
이광리는 호록고에게 여태자가 난을 일으켰다가 주살된 일을 전했는데(무고의 화), 정화 4년(기원전 89년) 이를 가지고 호록고가 한나라는 태자가 반란을 일으키는 나라라고 사신을 비난하자 사자는 그런 거로 따지자면 전에 흉노 선우 묵특이 아버지 두만을 죽인 일이 있지 않았냐고 따지는 바람에 사자는 3년간 흉노에 억류되었다가 풀려났다.
한편, 이광리보다 먼저 흉노에 투항해 있었던 위율(衛律)은 그를 시기하고 있었다. 마침 호록고의 어머니가 몸져 누웠는데, 위율은 무당으로 하여금 호록고에게 이렇게 말하게 하였다.
| “ | 제사를 지낼 때, 이사장군이 있는데도 왜 그를 제물로 쓰지 않았느냐? | ” |

호록고가 무당의 말을 따라 이광리를 잡아들이니, 이광리는 한탄하였다.
| “ | 나는 결국 흉노 놈들에게 죽는 것인가! | ” |

이광리가 제물이 되어 죽은 후, 여러 달에 걸쳐 비와 눈이 내려 가축이 죽고 사람들은 역병에 시달렸으며 곡식을 거두지 못하였다. 호록고는 두려워하여 이광리를 위하여 사당을 세워 주었다.

## 가계

### 관련 인물
이연년